# Rue Gounod (Saint-Cloud)
Pour les articles homonymes, voir Rue Gounod.
La rue Gounod est une voie de communication située à Saint-Cloud dans les Hauts-de-Seine.

## Situation et accès

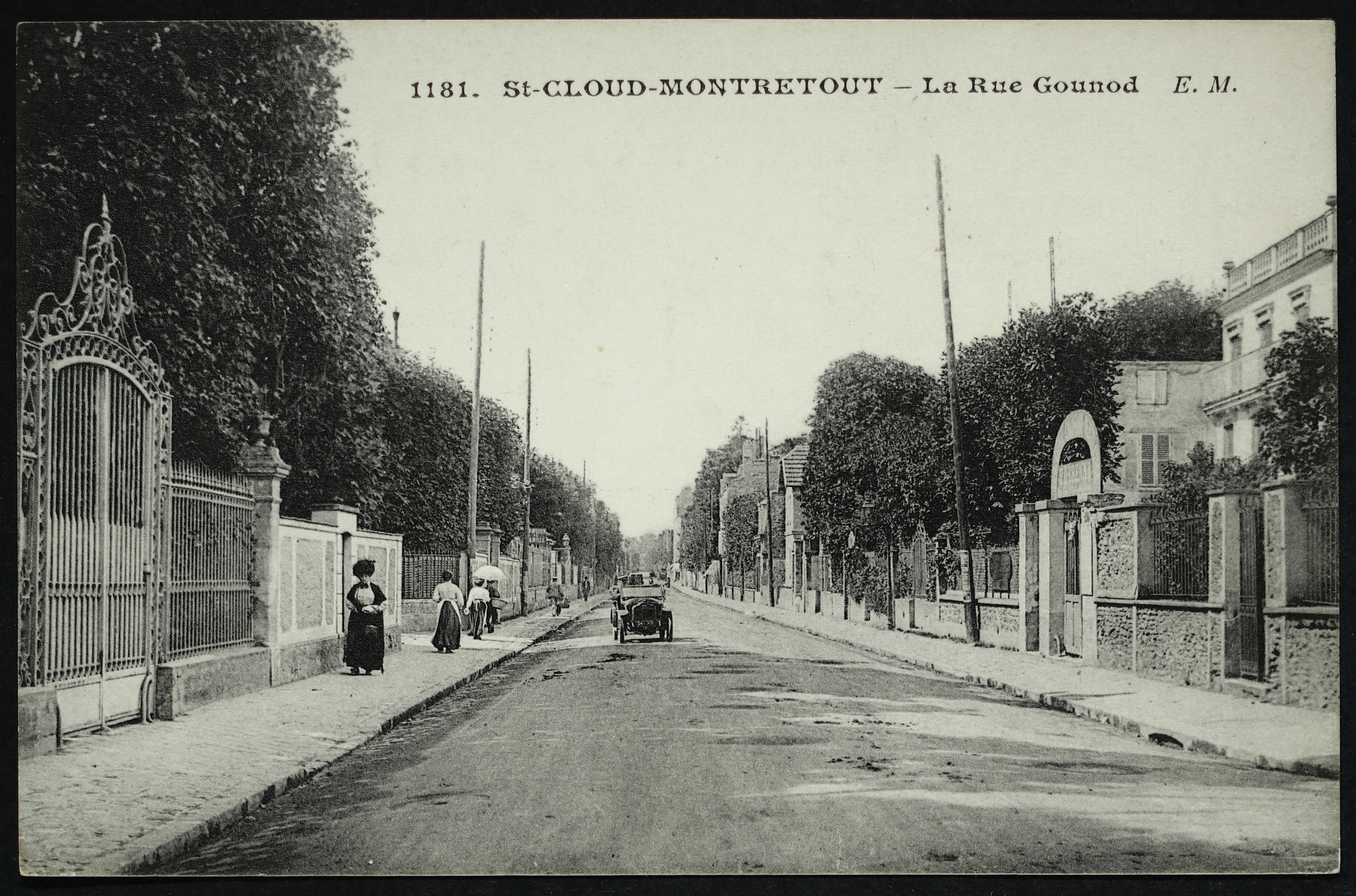
La rue Gounod sur une autre carte postale ancienne, années 1900.

Orientée d'est en ouest dans le prolongement de la rue Dailly, la rue Gounod passe la rue Preschez puis longe le jardin des Avelines où se trouve le musée homonyme et termine son tracé à la place Magenta, au croisement du boulevard de la République et de l'avenue du Général-Leclerc, anciennement avenue Magenta.
Elle est desservie par la gare de Saint-Cloud sur la ligne de Paris-Saint-Lazare à Versailles-Rive-Droite.

## Origine du nom
Cette rue était autrefois la route Nationale. Elle a été renommée en hommage au compositeur Charles Gounod, mort dans cette ville.

## Historique
Autour de cette rue se trouvaient autrefois de nombreuses pensions de famille, destinées aux voyageurs de passage à Saint-Cloud.

## Bâtiments remarquables et lieux de mémoire
- Musée des Avelines[2].

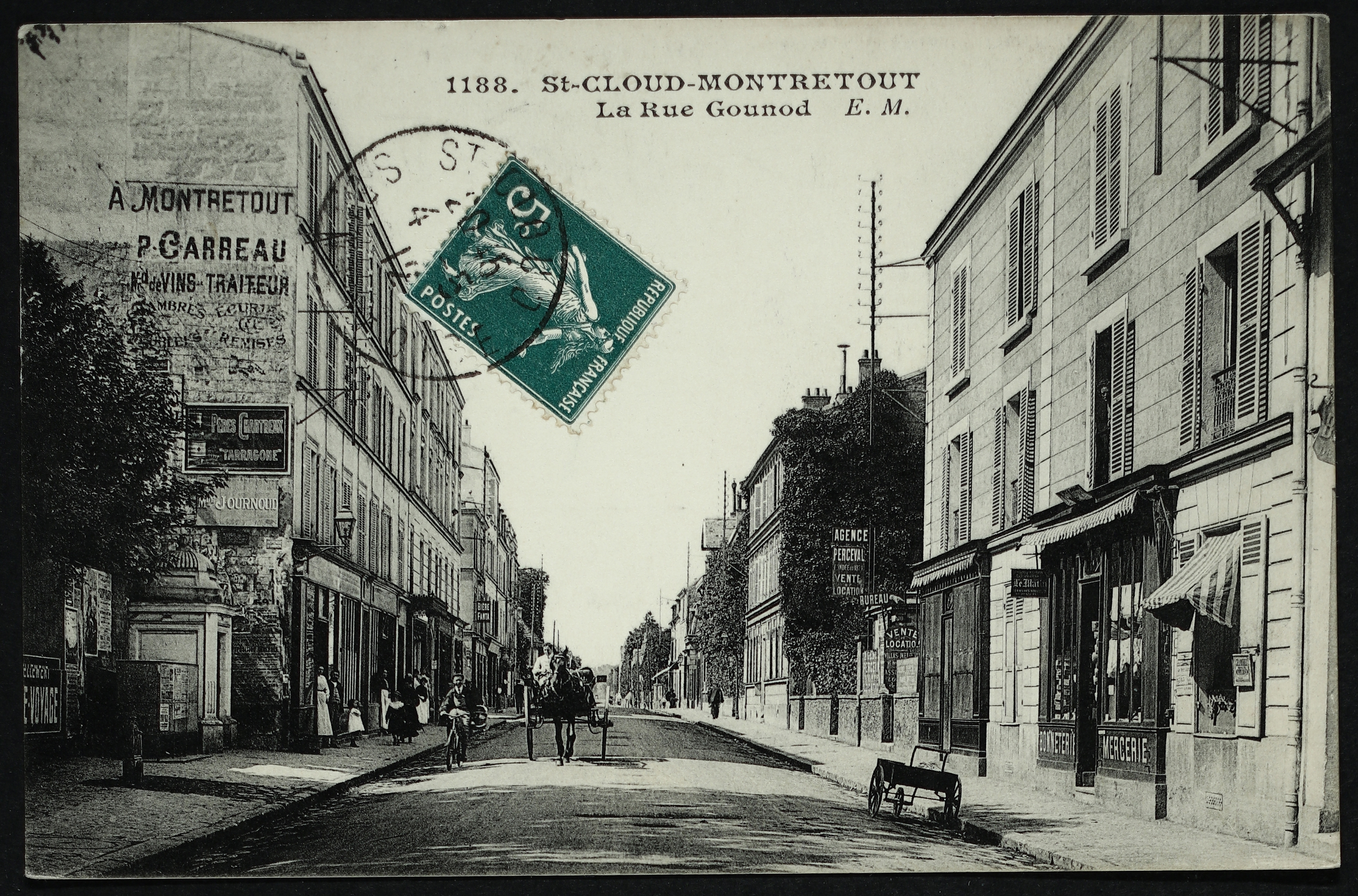
Carte postale ancienne de la rue Gounot. Ces deux immeubles, aux no 8 et 13, existent toujours.

- Pôle Métiers du livre de l'université Paris-Nanterre.
- Pendant l'Occupation, une des trois Feldkommandantur du Gross Paris s'installa dans plusieurs blockhaus édifiés dans le domaine de Montretout, dont l'un au no 3 de la rue, et qui est toujours visible[3],[4].
- Au no 28, emplacement d'une ancienne ferme, recensée à l'inventaire général du patrimoine culturel sous la référence IA92000332[5].
- Place Magenta, se trouvait autrefois un bureau d'octroi[6].
- No 21 : hôtel particulier La Parentière, où s'installa en 1922 le couple d'acteurs René Alexandre et Gabrielle Robinne[7]. Une plaque apposée sur le bâtiment évoque leur souvenir[8].